# Takayuki Morimoto
Takayuki Morimoto (森本 貴幸, Morimoto Takayuki, Kawasaki, 7 mei 1988) is een Japans betaald voetballer die doorgaans in de aanval speelt. Hij verruilde Kawasaki Frontale in januari 2018 transfervrij voor Avispa Fukuoka. Morimoto debuteerde in 2009 in het Japans voetbalelftal. Hij draagt de bijnaam Ronazeguet vanwege zijn bewondering voor Ronaldo en David Trezeguet.

## Carrière
Morimoto stroomde door vanuit de jeugd van Tokyo Verdy. Hij debuteerde op 13 maart 2004 op vijftienjarige leeftijd als jongste speler ooit in de J-League. Nog voor zijn zestiende verjaardag maakte hij daarin zijn eerste doelpunt. Catania was zodanig onder de indruk dat het Morimoto gedurende het seizoen 2006/07 huurde van Tokyo Verdy. De Italiaanse club zag hem na een handvol optredens alleen uitvallen met een knieblessure die hem de rest van het seizoen kostte. Desondanks had Catania genoeg gezien om hem definitief over te nemen. Morimoto speelde daarna tot en met 2012 nog 76 competitiewedstrijden voor de Italiaanse club, die in die jaren actief was in de Serie A. Hij bracht vanaf januari 2013 nog een halfjaar op huurbasis door bij Al-Nasr, waarna hij in augustus 2013 terugkeerde naar zijn geboorteland.

## Clubstatistieken
| Seizoen | Club              | Competitie | Wedstrijden | Doelpunten |
| ------- | ----------------- | ---------- | ----------- | ---------- |
| 2004    | Tokyo Verdy       | J-League   | 22          | 4          |
| 2005    | Tokyo Verdy       | J-League   | 18          | 1          |
| 2006/07 | → Catania         | Serie A    | 5           | 1          |
| 2007/08 | Catania           | Serie A    | 14          | 1          |
| 2008/09 | Catania           | Serie A    | 23          | 7          |
| 2009/10 | Catania           | Serie A    | 27          | 5          |
| 2010/11 | Catania           | Serie A    | 12          | 1          |
| 2011/12 | Novara            | Serie A    | 18          | 4          |
| 2012/13 | Catania           | Serie A    | 5           | 0          |
| 2012/13 | → Al-Nasr         | VAE Liga   | 13          | 6          |
| 2013    | JEF United        | J2 League  | 13          | 2          |
| 2014    | JEF United        | J2 League  | 35          | 10         |
| 2015    | JEF United        | J2 League  | 27          | 5          |
| 2016    | Kawasaki Frontale | J1 League  | 12          | 2          |
| 2017    | Kawasaki Frontale | J1 League  | 11          | 3          |
| 2018    | Avispa Fukuoka    | J2 League  | 27          | 6          |
| 2019    | Avispa Fukuoka    | J2 League  | 23          | 1          |

## Interlandcarrière
Morimoto nam in 2004 met een Japanse jeugdselectie deel aan het AFC Jeugdkampioenschap voetbal en een jaar later aan het WK 2005 onder 20. In 2008 speelde hij met Japan op de Olympische Zomerspelen 2008, waarna hij in oktober 2009 debuteerde in het Japans voetbalelftal. In het handjevol interlands dat volgde, raakte bondscoach Takeshi Okada overtuigd genoeg om Morimoto ook mee te nemen naar het WK 2010. Daarop kwam hij niet in actie.

### Interlands
| Japans voetbalelftal | Japans voetbalelftal | Japans voetbalelftal |
| Jaar                 | Wed.                 | Dlp.                 |
| -------------------- | -------------------- | -------------------- |
| 2009                 | 2                    | 1                    |
| 2010                 | 7                    | 2                    |
| 2011                 | 0                    | 0                    |
| 2012                 | 1                    | 0                    |
| Totaal               | 10                   | 3                    |